# Anomei
Gli Anomei (greco: Ἀνομοίοι), Aeziani, o Eunomiani, furono una corrente teologica dell'Arianesimo creatasi a seguito del concilio di Nicea e fiorita nel IV secolo. Antitrinitari, ritenevano che Gesù (il "Figlio") fosse di natura diversa e dissimile da quella di Dio (il "Padre"); in questo si distinguevano dai Semi-ariani, i quali ritenevano il Figlio di natura diversa ma simile al Padre. Gli Anomei credevano nelle opinioni di Ario, così come le aveva formulate originariamente, e rigettavano le sue professioni di fede successive, che aveva adottato per essere riammesso tra i trinitari.
Il nome "Anomei" deriva dal greco ἀ(ν)- "non" e ὅμοιος "simile", cioè "differente, dissimile"; i nomi "Aeziani" ed "Eunomiani" derivano dai due principali esponenti di questa corrente, Aezio di Celesiria ed Eunomio di Cizico.
I Semi-ariani condannarono gli Anomei nel concilio di Seleucia, gli Anomei condannarono i Semi-ariani a propria volta nei concili di Costantinopoli e di Antiochia. Gli Anomei cancellarono pure la parola ὁμοίος dalla formula di Rimini e da quella di Costantinopoli, affermando che il Figlio non solo aveva una sostanza diversa, ma anche una volontà diversa da quella del Padre, e per questo furono detti Ἀνομοίοι.
Nel V secolo il presbitero anomeo Filostorgio compose una Storia ecclesiastica dal punto di vista degli Anomei.